# Zhou Qunfei
Zhou Qunfei (chinesisch: 周 群 飞; * 1970 in Xiangxiang, Provinz Hunan) ist eine chinesische Unternehmerin und Milliardärin. Sie gründete den Technologiekonzern Lens Technology. Im Jahr 2018 wurde sie mit einem Vermögen von 9,8 Milliarden US-Dollar zur reichsten Frau der Welt, die ihr Vermögen selbst verdient hat. Anfang 2019 betrug ihr Vermögen noch 4,2 Milliarden US-Dollar.

## Leben
Zhou Qunfei wurde als jüngstes von drei Kindern einer armen Familie geboren. Mit 16 Jahren brach sie die Schule ab, um Arbeiterin in einer Fabrik in Shenzhen, einer Sonderwirtschaftszone in der südchinesischen Provinz Guangdong, zu werden. Als die Fabrik schloss, gründete sie 1993 im Alter von 22 Jahren ihr erstes eigenes Unternehmen mit ihren Ersparnissen von 20.000 Hongkong-Dollar (ca. 3.000 US-Dollar). Zhou Qunfei gab an, dass sie im Laufe der Jahre insgesamt elf Unternehmen gegründet habe.
2003 gründete sie Lens Technology, ein Technologieunternehmen, das inzwischen einer der weltweit führenden Hersteller von Touchscreens ist. Kunden, für die das Unternehmen produziert, sind unter anderem Samsung und Apple. Der Börsengang erfolgte 2015, womit Zhou zu einer der reichsten Personen Chinas aufstieg.
Zhou Qunfei heiratete ihren ehemaligen Fabrikchef und bekam mit ihm eine Tochter. Später ließ sie sich scheiden.